# Riace
Riace (Riàci in calabrese e in greco-calabro, Ῥυάκη in greco bizantino) è un comune italiano di 1 782 abitanti della città metropolitana di Reggio Calabria in Calabria.
Nel 1972 dal suo mare furono riportati alla luce i due celebri Bronzi di Riace, capolavori assoluti dell'arte greca antica e oggi simbolo della Calabria magnogreca, che presero il nome dal paese. Dal Duemila Riace è divenuta famosa in tutto il mondo per il modello di accoglienza e di integrazione dei richiedenti asilo e dei rifugiati, messo in piedi dal sindaco Domenico Lucano, finito poi in burrascose vicende giudiziarie sulla gestione finanziaria del progetto di accoglienza, che si sono concluse con la sua assoluzione e la rielezione a primo cittadino.

## Geografia fisica
Il territorio riacese fa parte della città metropolitana di Reggio Calabria e si trova sulla Costa dei Gelsomini, a 135 km dal capoluogo; è posto a 300 metri sul livello del mare, sul versante ionico delle Serre, ed è percorso da due torrenti, il Riace e il Guardia.

## Origini del nome
Il nome deriverebbe dal greco-bizantino Ryaki, ossia "piccolo ruscello".
Secondo alcune teorie, il toponimo potrebbe derivare da lingue del Medio Oriente, portate nell'estrema penisola italiana durante il terzo millennio prima di Cristo. Come Reggio e Roghudi, Riace avrebbe la sua radice nell'amarico ruha (respiro, vento) seguita da un suffisso indicativo di località (-ake, -adi). Riace potrebbe leggersi come "Ruha-ake" , il posto del vento. Strabone (Geografia VI, 7) spiega la denominazione di località vicine (il promontorio Zefirio, Capo Spartivento, e l'antico attributo di Locri, Epizefiria) con il frequente vento occidentale (zefiro) che caratterizza queste località, molto rilevante per un popolo di marinai.

## Storia

### La prima attestazione
Il primo documento che parla dell'esistenza di Riace risale al 1562, in merito alla morte del riacese Cristoforo Crisostomo e della sua probabile proclamazione a santo.
La campana della chiesa dell'Assunta riporta poi scritto: Hanc fundere fecit campanam Confraternitas s.mi Sacramenti, A.D. 1596.
In quei tempi, la città disponeva di una cinta muraria e di tre porte d'accesso: la Porta di Santa Caterina, la Porta di Sant'Anna e la Porta dell'Acqua.
Nei pressi della costa, a 8 km, fu edificata la Torre di Casamona, per prevenire le incursioni turche, di cui si attesta la presenza dal 1583. Tale torre era composta da un cannone, da una terrazza merlata e proponeva due ampie stanze sovrapposte. Rappresentava un importante presidio difensivo che, nel XVI secolo, era parte di una ''cellula'', compresa nel Codice Romano-Carratelli. Faceva, quindi, parte di un unico nucleo di difesa, rappresentato da una serie di altre torri presenti sulla costa ionica, aventi lo scopo di sorvegliare e prevenire l'assalto turco e barbaresco proveniente da est.

### Tra XVII e XVIII secolo
Nel 1640 la comunità di Riace ammontava a 400 persone.
In questo periodo e fino al 1811 fece parte del regio demanio di Stilo, in qualità di suo casale, e ne seguì le vicende.
Nel 1756 si documentavano 1 001 persone presenti nel casale.
Nel 1773 nella zona costiera di Riace fu edificata la Cappella di San Biagio, oggi definita monumento nazionale.
Il terremoto del 1783, che sconvolse tutta la Calabria meridionale, causò a Riace un morto e 20 000 ducati di danni.

### L'autonomia amministrativa
Dopo essere stato in gran parte ricostruito dal terremoto, Riace seguì le vicende inerenti lo scoppio della rivoluzione giacobina a Napoli: nel 1799, infatti, il generale francese Championnet, gran difensore della Repubblica partenopea, diede ai territori dell'ex regno borbonico un nuovo ordinamento amministrativo. Il paese calabrese si trovò così ad essere un comune indipendente, incluso nel cantone di Satriano. Fu però un'autonomia effimera, dato che i sanfedisti restaurarono poco dopo i Borbone sul trono. Riace dovette attendere la nuova cacciata di Ferdinando IV di Borbone e la messa sul trono di Giuseppe Bonaparte, fratello di Napoleone, per vedere un nuovo e stabile riassetto amministrativo, attuato con la legge del 19 dicembre 1807, consecutiva all'eversione della feudalità dell'anno precedente. In base a ciò, Riace divenne un Luogo, aggregato al Governo di Stilo, mentre con la successiva legge amministrativa del 4 maggio 1811, promulgata dal nuovo re Gioacchino Murat, ebbe il rango di Comune e rimase sotto la giurisdizione di Stilo, ora divenuto sede di Circondario. Questa suddivisione sarà mantenuta anche dopo la restaurazione borbonica e l'Unità d'Italia. 

### 1972: il paese dei Bronzi

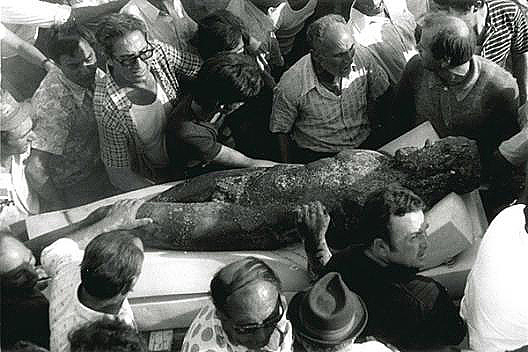
Il ritrovamento dei bronzi.

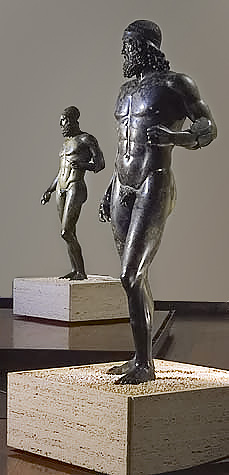
I bronzi di Riace, ora esposti al Museo Nazionale di Reggio Calabria.

Il 16 agosto 1972 tre ragazzi riferirono a Stefano Mariottini (un giovane subacqueo dilettante romano) di aver visto sott'acqua, a ca. 200 m dalla costa, un braccio che spuntava dal fondo sabbioso. Successivamente, il subacqueo romano si immerse nel mar Ionio, a 230 metri dalle coste di Riace Marina, rinvenendo, a otto metri di profondità, le statue dei due guerrieri che sarebbero diventate famose come i Bronzi di Riace.
Per sollevare e recuperare i due capolavori, i Carabinieri del nucleo sommozzatori utilizzarono un pallone gonfiato con l'aria delle bombole. Il 21 agosto fu recuperata la statua B, mentre il giorno successivo toccò alla statua A (che ricadde sul fondo, prima d'essere portata al sicuro sulla spiaggia).
È pubblicata la denuncia ufficiale depositata il 17 agosto 1972, con Protocollo n. 2232, presso la Soprintendenza alle antichità della Calabria a Reggio, in cui Stefano Mariottini: «…dichiara di aver trovato il giorno 16 c.m. durante una immersione subacquea a scopo di pesca, in località Riace, km 130 circa sulla SS Nazionale ionica, alla distanza di circa trecento metri dal litorale e alla profondità di dieci metri circa, un gruppo di statue, presumibilmente di bronzo. Le due emergenti rappresentano delle figure maschili nude, l'una adagiata sul dorso, con viso ricoperto di barba fluente, a riccioli, a braccia aperte e con una gamba sopravanzata rispetto all'altra. L'altra statua risulta coricata su di un fianco con una gamba ripiegata e presenta sul braccio sinistro uno scudo. Le statue sono di colore bruno scuro salvo alcune parti più chiare, si conservano perfettamente, modellato pulito, privo di incrostazioni evidenti. Le dimensioni sono all'incirca di 180 cm».
Nonostante il paese abbia dato il nome alle due statue bronzee (due tra le cinque al mondo originali,fabbricate con questo materiale, giunte sino ad oggi), esse non vi rimasero a lungo: dopo un periodo di restauro a Firenze e una breve mostra a Roma, i due bronzi sono esposti al Museo Nazionale di Reggio Calabria, divenendo un vero e proprio brand regionale calabrese nel mondo.

### Il Paese dell'accoglienza
Dal 2004 al 2018 la cittadina calabrese ottenne notorietà anche in ambito internazionale, in virtù del suo programma di accoglienza a rifugiati e migranti, promosso in particolar modo da Domenico Lucano, attivista eletto per tre volte sindaco di Riace. Il sistema di accoglienza in vigore nel comune nel corso di questi quindici anni, giornalisticamente definito modello Riace, si articolava in diverse azioni: adesione al sistema SPRAR, ottenimento di fondi regionali o mutui finalizzati alla ristrutturazione delle case dismesse, offerta di ospitalità a migranti e richiedenti asilo anche tramite il loro impiego in laboratori artigiani di tessitura, lavorazione del vetro e confettura. Da segnalarsi anche la creazione dell'"euro di Riace", una moneta locale in tagli da 1, 2, 10, 20, 50 e 100 euro utilizzabile anche dai turisti. Nel 2017 risultavano 550 migranti ospitati a Riace, ma è stato stimato che per la cittadina ne siano transitati almeno 6 000.
Dall'ottobre 2017, la gestione dell'accoglienza fu oggetto di indagini giudiziarie a causa di alcuni illeciti, sfociate nell'arresto di Lucano e nella sua sospensione da sindaco, avvenute nell'ottobre 2018. Il 30 settembre 2021 si è avuta la condanna in primo grado di ventitré persone, fra cui l'ex sindaco Lucano (tredici anni e due mesi di reclusione), ma l'11 ottobre 2023 la sentenza di appello vede la condanna ridotta a 1 anno e 6 mesi, con pena sospesa, limitatamente al reato di falso in atto pubblico, mentre lo vede assolto (con gli altri coimputati) o prescritto, per quanto concerne le altre accuse.

### Simboli
Lo stemma comunale è stato riconosciuto con DPCM del 7 giugno 1960.
Il gonfalone è stato concesso con DPR del 2 settembre 1960 ed è costituito da un drappo di azzurro.

## Monumenti e luoghi d'interesse

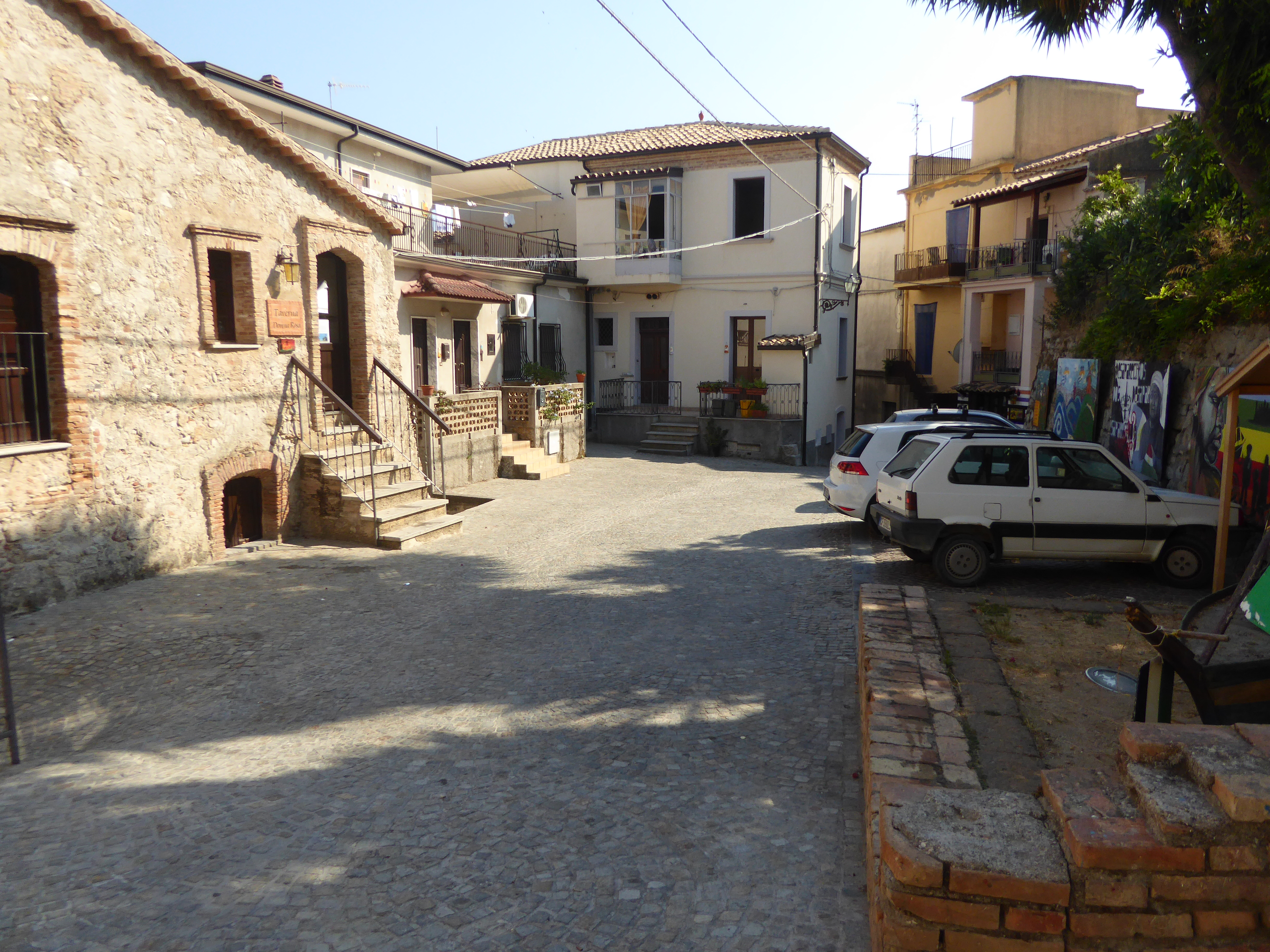
Piazza Pinnarò a Riace (agosto 2019).

•  Palazzo Petrolo: una dimora storica settecentesca situata in Piazza del Carmine. Il portale ottocentesco in granito, d’accesso al palazzo, è inserito nel Catalogo dei Beni Culturali. 

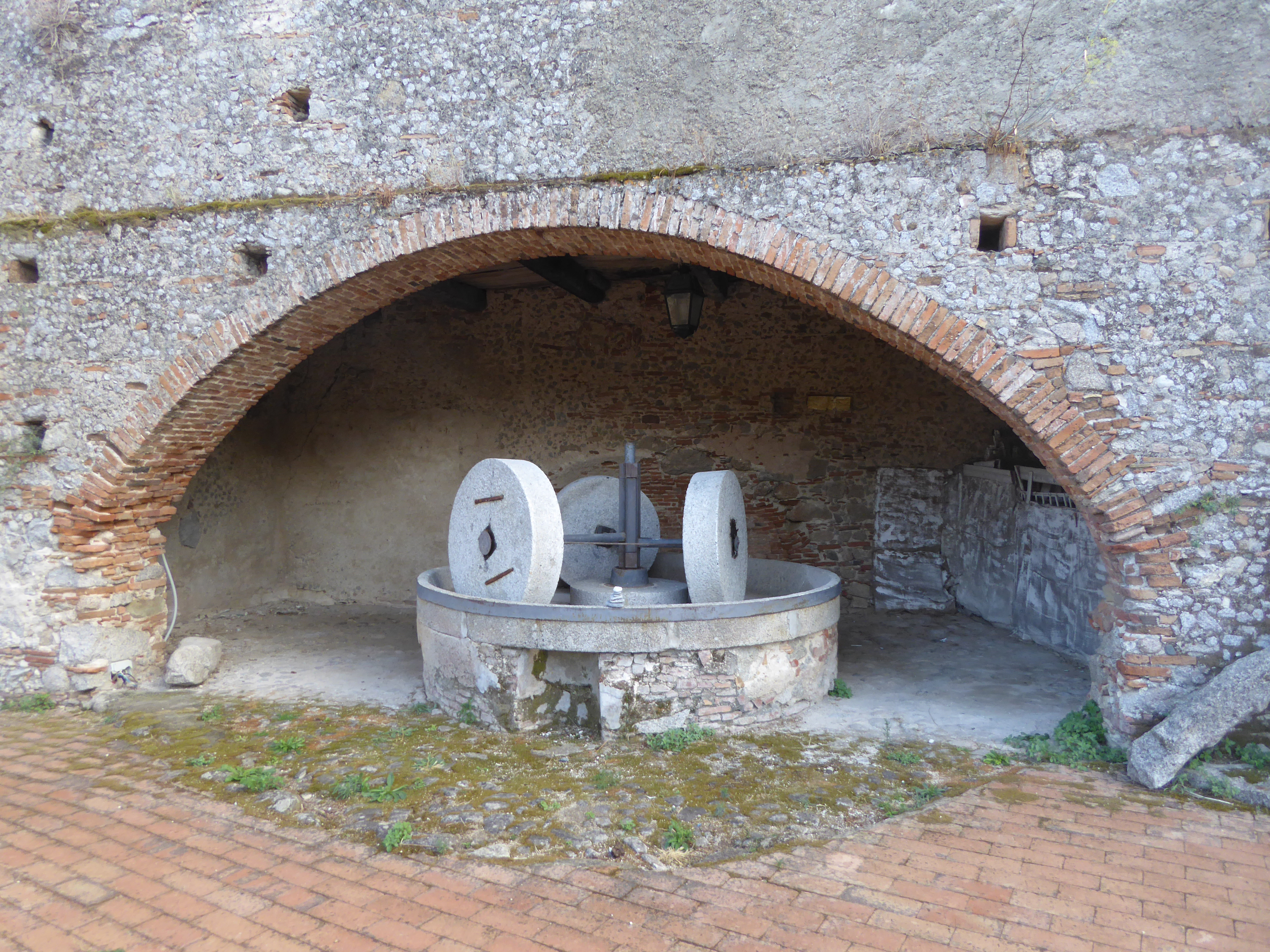
Mulino a Riace.

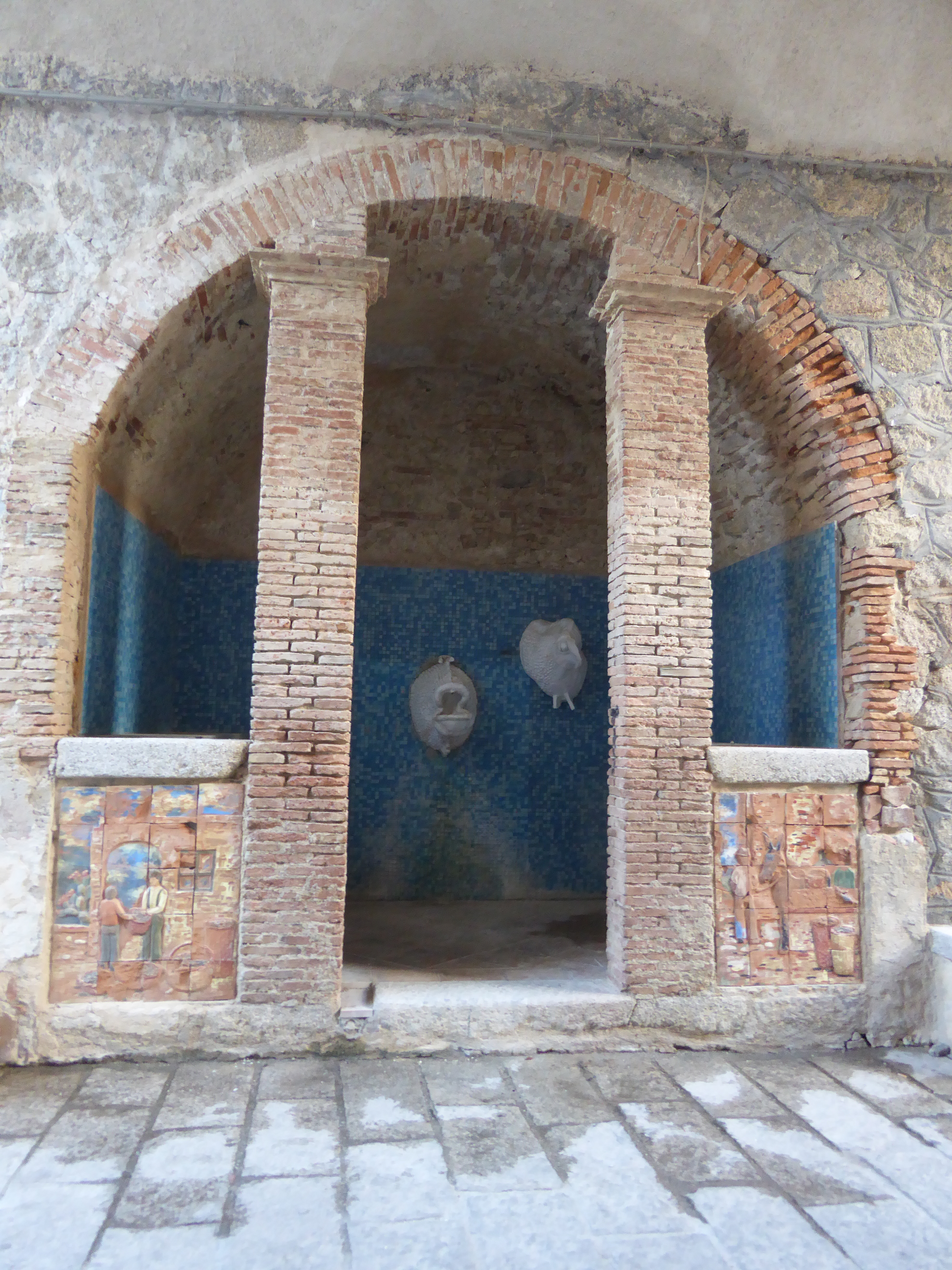
Fontana nel centro storico di Riace.

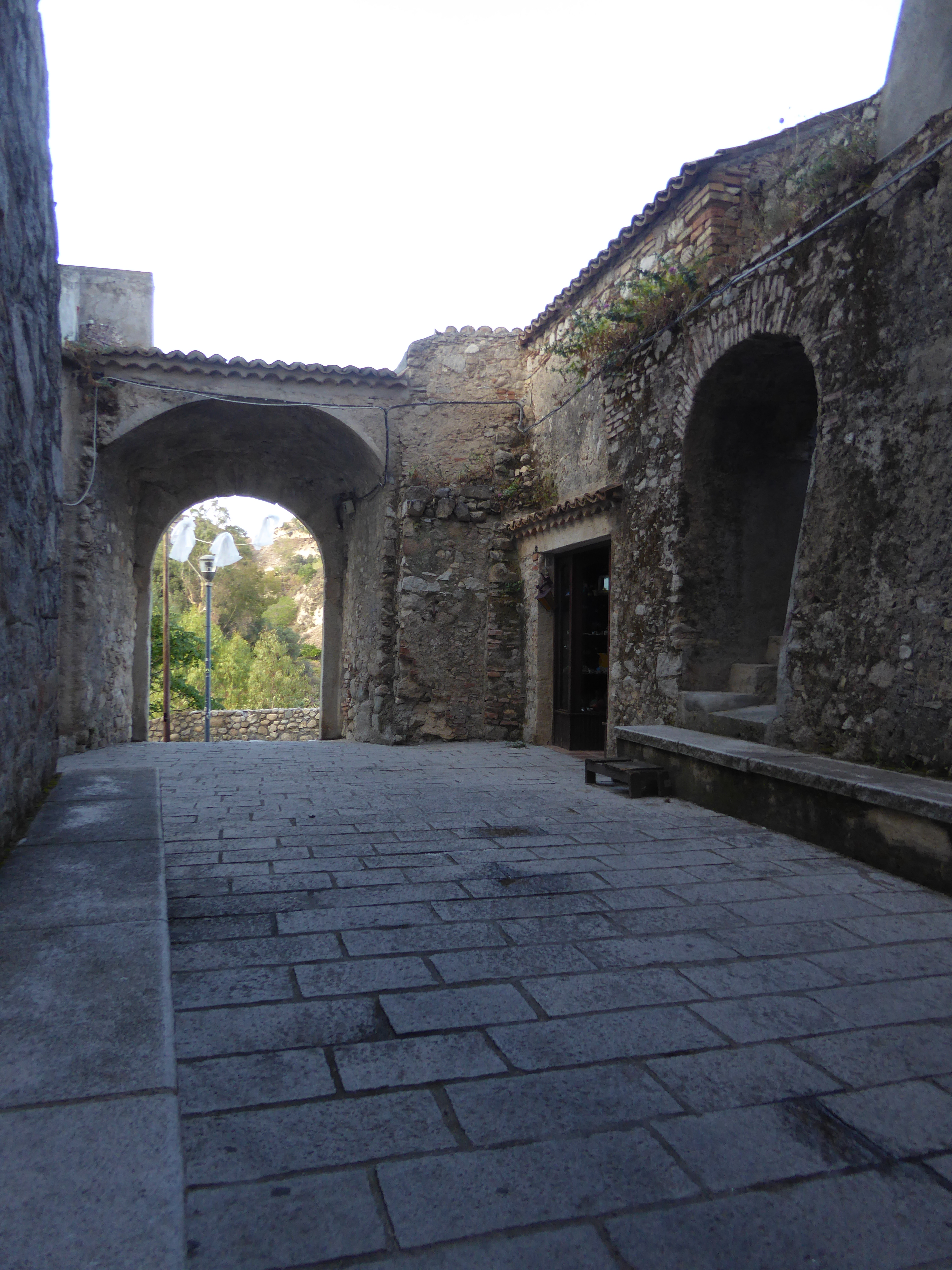
Centro Storico di Riace (2018).

• Chiesa di Santa Maria Assunta: Chiesa Matrice
• Santuario dei Santi Cosma e Damiano
• Chiesa del Santo Spirito

## Società

### Evoluzione demografica
Abitanti censiti

### Etnie e minoranze straniere
Secondo i dati ISTAT, al 31 dicembre 2017 i cittadini stranieri residenti a Riace erano 470, il 26,2% della popolazione. Le nazionalità maggiormente rappresentate erano:
1. Nigeria, 90
2. Eritrea, 49
3. Mali, 34
4. Camerun, 33
5. Somalia, 32
6. Pakistan, 29
7. Costa d'Avorio, 22

### Tradizioni e folclore

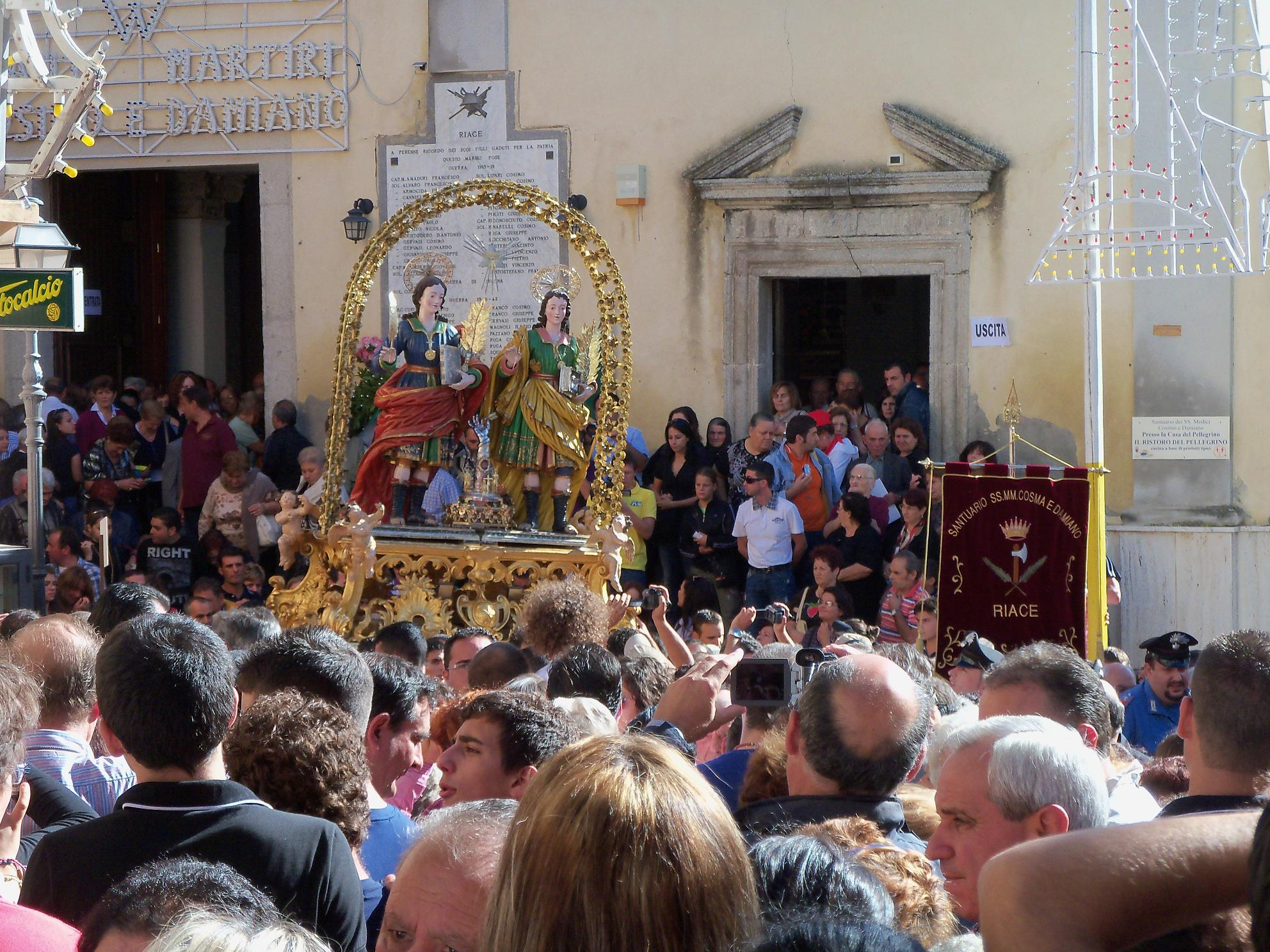
Festa dei santi Cosma e Damiano (2010).

La cultura riacese è assai legata alla festa, celebrata i giorni del 25, 26 e 27 settembre, dei santi medici Cosma e Damiano. I devoti che vengono dai paesi limitrofi (e non solo) hanno l'usanza di raggiungere il santuario a piedi, come segno della loro fedeltà, e ringraziano ogni volta i santi con doni, canti e danze. Viene festeggiato anche il braccio di san Cosma, la seconda domenica di maggio.

## Cultura

### Istruzione
A Riace sono presenti tre scuole statali: due di esse (una scuola per l'infanzia e un istituto elementare) sono ubicate nella frazione di Riace Marina, mentre nel borgo è presente una scuola secondaria di primo grado e una scuola materna paritaria. 

### Cinema
- Riace Film Festival, manifestazione annuale cinematografica che si tiene i primi di agosto[25]

### Media
- Un paese di Calabria, documentario del 2016 incentrato sulla storia recente del comune.
- Il volo, cortometraggio del 2010 diretto da Wim Wenders.
- Il povero Cristo, videoclip del 2019 di Vinicio Capossela con la regia di Daniele Ciprì.

## Infrastrutture e trasporti

### Strade
All'interno della frazione di Riace Marina passa la SS 106 Ionica, dalla quale si dirama la SP94, che collega il paese di Riace con i vicini Comuni di Camini e di Stignano. 

### Ferrovie
A Riace Marina è presente la stazione di Riace, posta sulla ferrovia Jonica, che è stata dismessa dal 2014 e non è più fruibile dai passeggeri. 

## Economia
L'economia riacese si basa essenzialmente sull'agricoltura, con produzione di cereali, olive, uva da vino, cotone e agrumi, oltre che sull'allevamento bovino e avicolo. Vi è sviluppato anche un buon turismo estivo nella frazione di Riace Marina. Dagli anni Duemila, coincidenti con la sindacatura di Mimmo Lucano, il centro storico di Riace, che si stava spopolando a causa dell'emigrazione, ha vissuto una nuova stagione grazie ai progetti di accoglienza e integrazione dei migranti e dei richiedenti asilo, che hanno permesso il ripopolamento del borgo e l'apertura di nuove attività economiche (cooperative agricole e per lo smaltimento dei rifiuti) e laboratori artigianali (lavorazione del legno, del vetro e delle confetture).

## Amministrazione

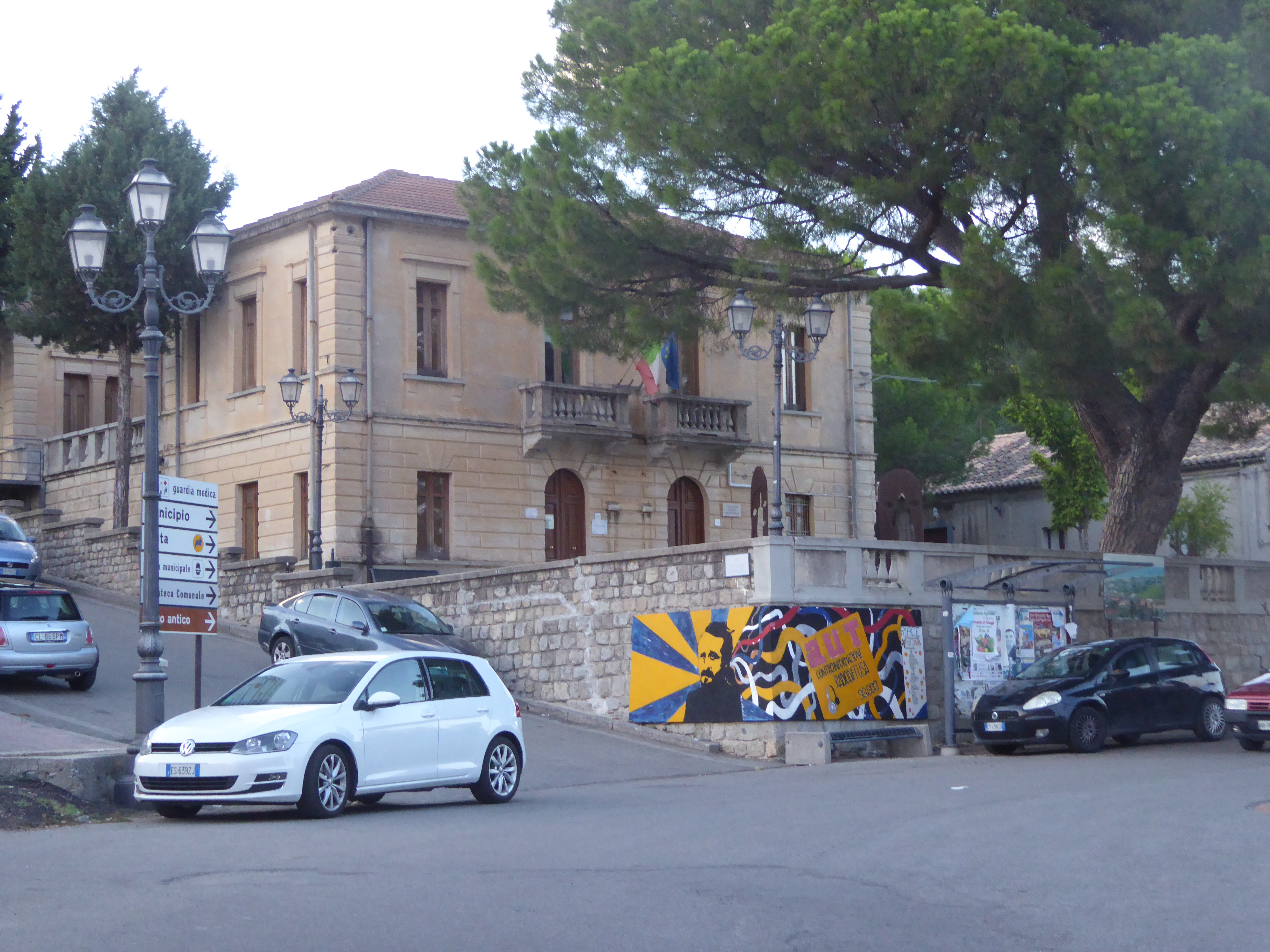
Municipio di Riace e murales di Peppino Impastato (2018).

| Periodo        | Periodo        | Primo cittadino         | Partito                         | Carica  | Note   |
| -------------- | -------------- | ----------------------- | ------------------------------- | ------- | ------ |
| 4 luglio 1985  | 27 maggio 1990 | Giuseppe Campagna       | Democrazia Cristiana            | Sindaco | [ 28 ] |
| 27 maggio 1990 | 24 aprile 1995 | Cosimo Salvatore Comito | Partito Socialista Italiano     | Sindaco | [ 29 ] |
| 24 aprile 1995 | 14 giugno 1999 | Cosimo Salvatore Comito | Lista civica di centro-sinistra | Sindaco | [ 30 ] |
| 14 giugno 1999 | 14 giugno 2004 | Cosimo Salvatore Comito | lista civica di centro-sinistra | Sindaco | [ 31 ] |
| 14 giugno 2004 | 8 giugno 2009  | Domenico Lucano         | lista civica di centro-sinistra | Sindaco | [ 32 ] |
| 8 giugno 2009  | 27 maggio 2014 | Domenico Lucano         | lista civica di centro-sinistra | Sindaco | [ 33 ] |
| 27 maggio 2014 | 28 maggio 2019 | Domenico Lucano         | lista civica di centro-sinistra | Sindaco | [ 34 ] |
| 28 maggio 2019 | 11 giugno 2024 | Antonio Trifoli         | lista civica di centro-destra   | Sindaco | [ 35 ] |
| 11 giugno 2024 | in carica      | Domenico Lucano         | lista civica di centro-sinistra | Sindaco |        |